# Кривохатки (роз'їзд)
Кривоха́тки — залізничний роз'їзд 5-го класу Полтавської дирекції Південної залізниці на електрифікованій лінії Полтава — Ромодан. Розташований у Подільському районі міста Полтави.

## Історія
У 1901—1907 роках був споруджений високий земляний насип на дільниці між станціями Полтава-Місто (нині — Полтава-Київська) та Полтава-Сортувальна (нині — Полтава-Південна)  приватної Московсько-Києво-Воронезької (М.-К.-В.) залізниці. Роз'їзд Кривохатки відкритий у 1901 році. У 1919 році, після ліквідації товариства М.-К.-В. залізниці, роз'їзд увійшов до складу Південних залізниць.
Назва роз'їзду походить від розташованого поряд однойменного району Полтави, який на початку XX століття був її передмістям.
У 1960 році цей район був перейменований в селище Вороніна, на честь Петра Федоровича Вороніна, місцевого більшовика, першого секретаря комітету бідноти, створеного в Кривохатках.
За радянських часів сучасний роз'їзд Кривохатки був станцією. Згодом статус станції був переведений др категорії роз'їзду. Імовірно, це відбулося на початку 2000-х років.
У 2003 році виконувались роботи з електрифікації дільниці Полтава-Київська — Вакулинці. На роз'їзді змонтована контактна мережа, побудований новий пост ЕЦ (будівлю спорудили фактично на болоті), реконструйована пасажирська платформа.
Роз'їзд має три колії (одна головна, одна приймально-відправна) та одну запобіжну. У 2012 році, після демонтажу однієї з бічних колій, роз'їзд став двоколійним. Обладнаний електричною централізацією стрілок та сигналів. Перегони до станції Полтава-Південна та  роз'їзду 328 км — одноколійні, електрифіковані, з двостороннім автоблокуванням. Пристрої контактної мережі та електропостачання обладнані телеуправлінням.

## Пасажирське сполучення
На роз'їзді Кривохатки зупиняються приміські поїзди напрямку Гребінка —  Ромодан — Полтава — Огульці. Посадка пасажирів на поїзди здійснюється з низької пасажирської платформи.

## Галерея

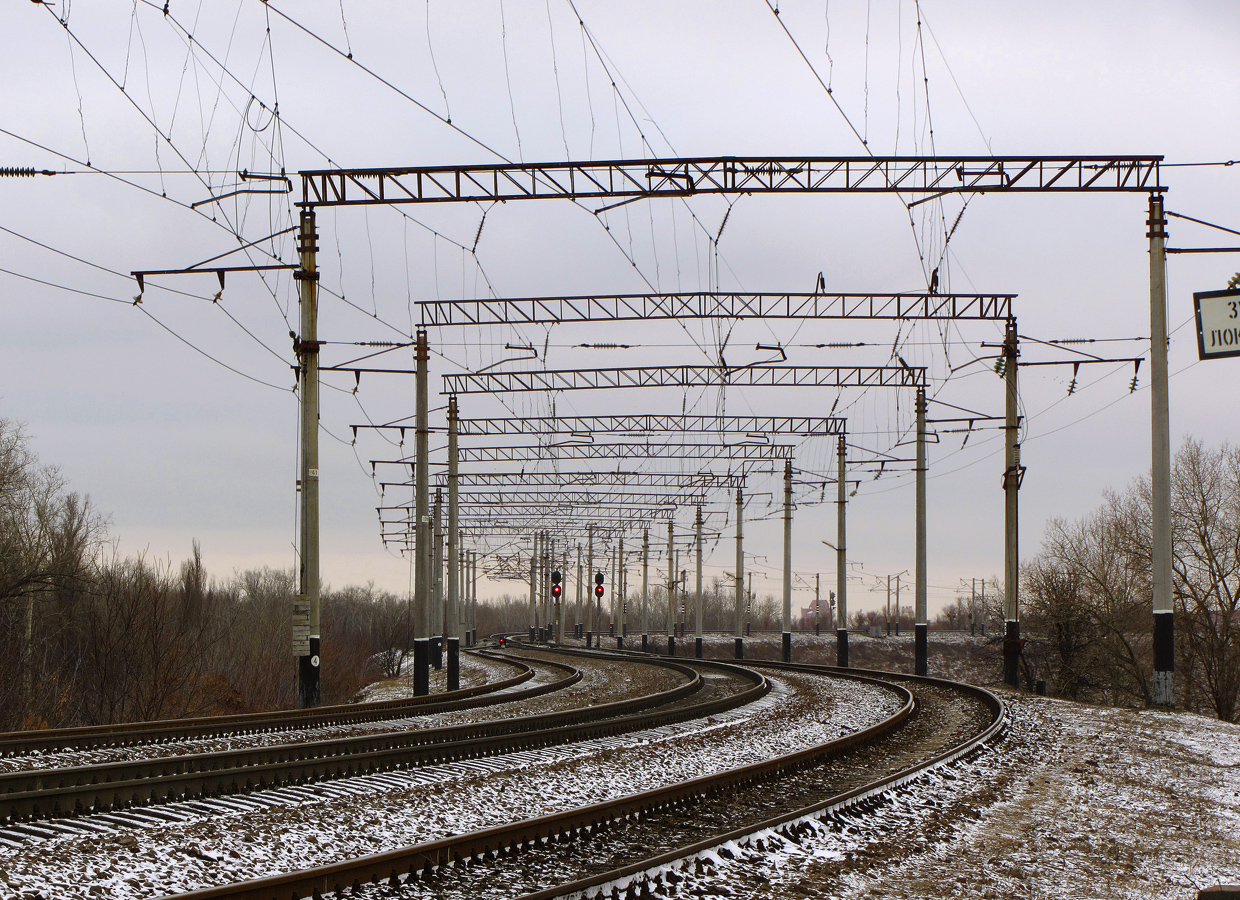
Краєвид у напрямку роз'їзду
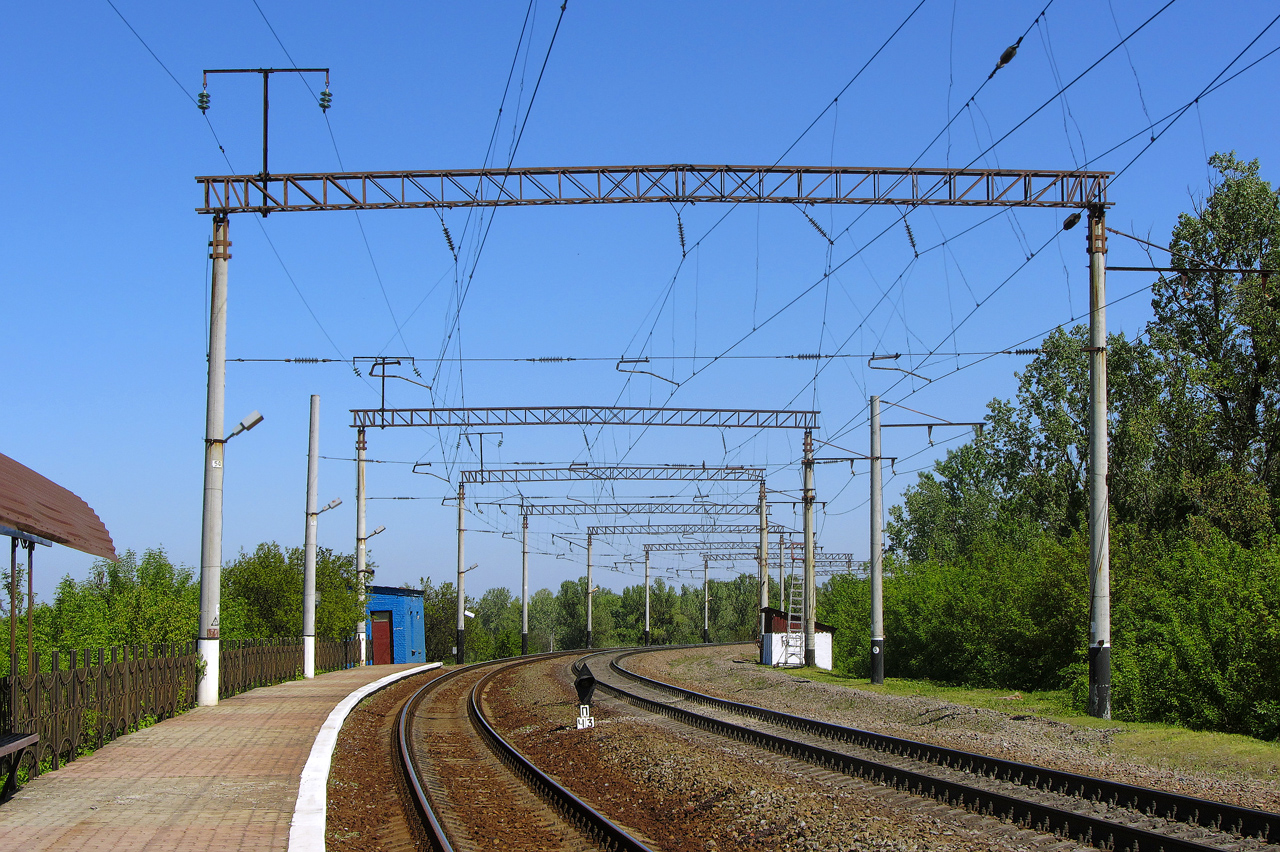
Краєвид у напрямку станції Полтава-Південна
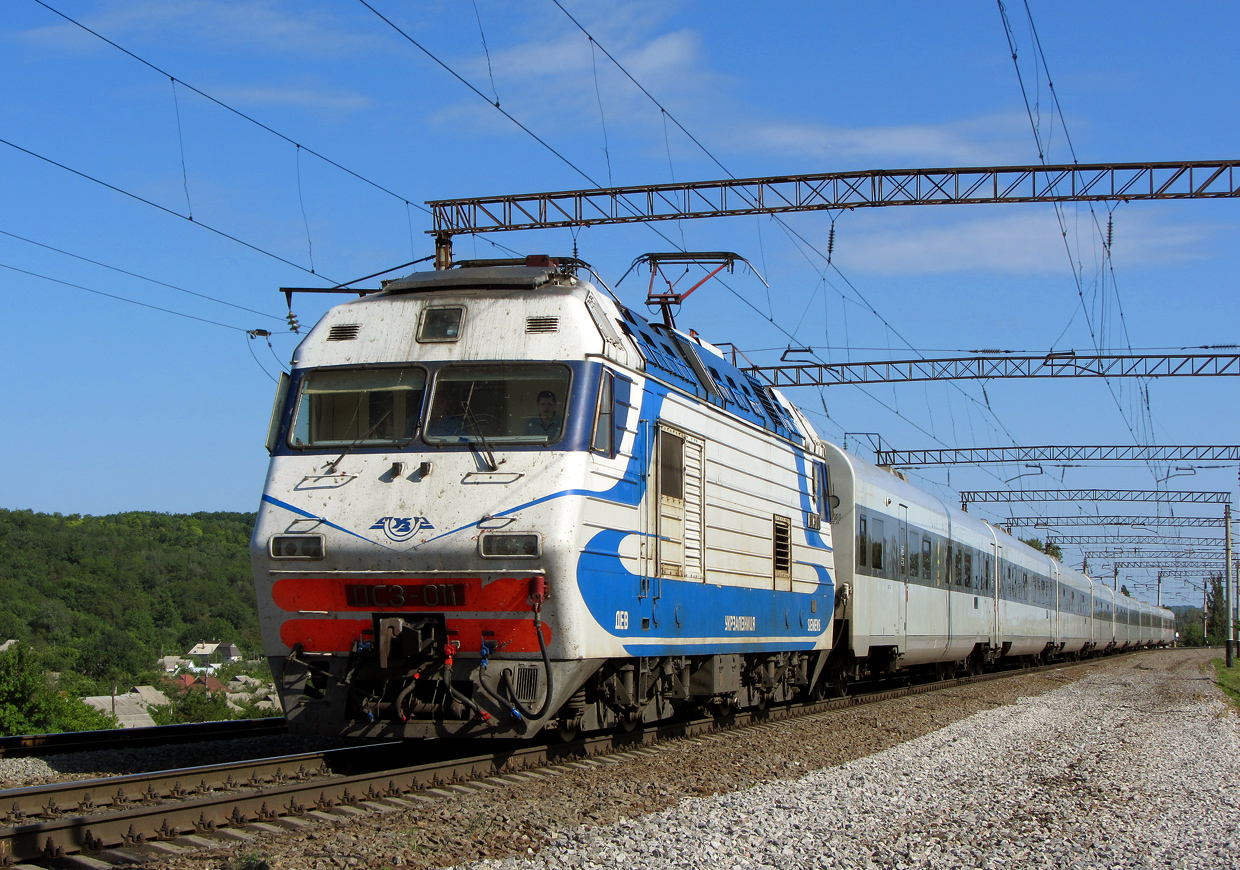
ДС3-011 з поїздом Харків — Київ
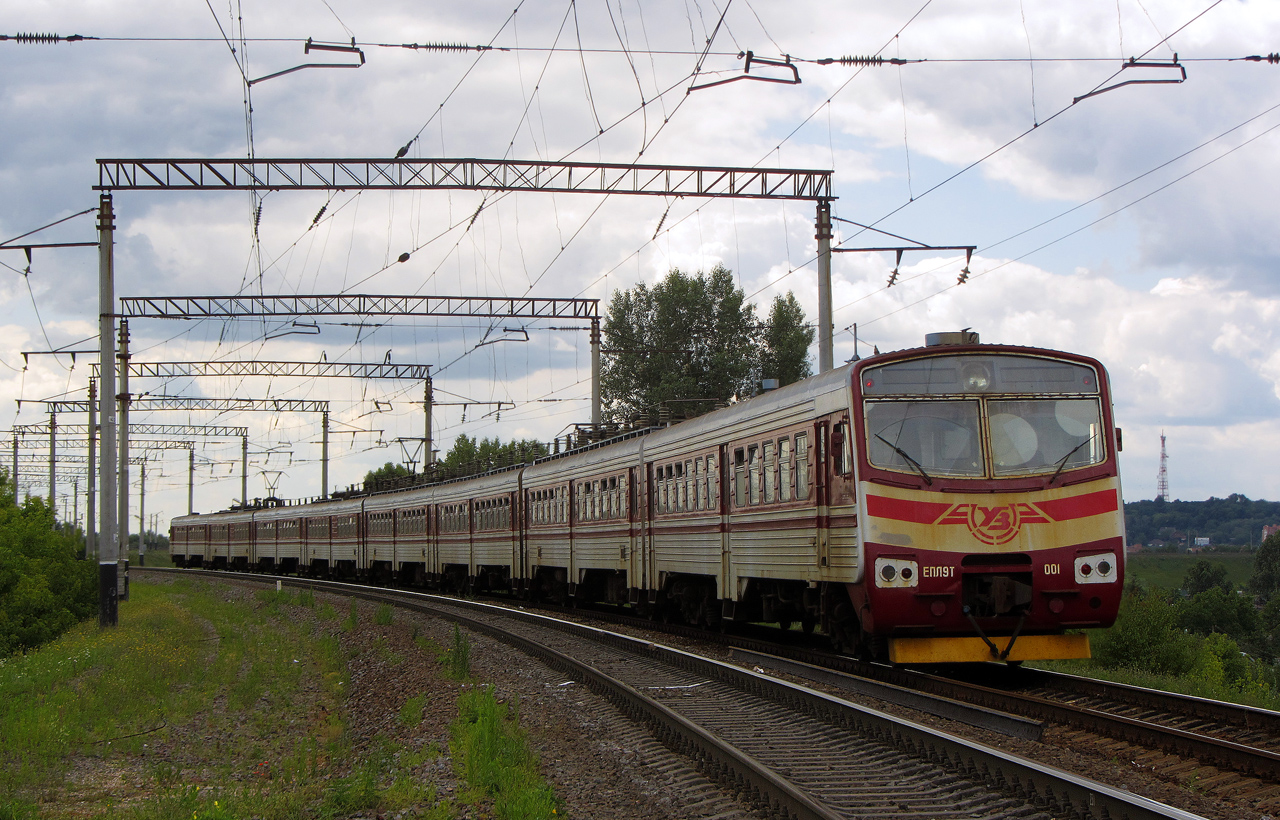
ЕПЛ9Т-001 на роз'їзді Кривохатки